# Best of Me
"Best of me"  é uma canção da cantora, compositora e produtora americana Alicia Keys. Lançada em duas versões (Originals e Unlocked) em 29 de Outubro de 2021 como segundo single de seu oitavo álbum de estúdio, Keys.
Em uma postagem em suas redes sociais declarou:
| “ | “Toda vez que eu ouço essa música eu perco minha mente !! Prepare-se para viciar. Ahhhh Best Of Me” (Original & Unlocked) está AQUI !!!!!!! Estamos oficialmente na jornada de #KEYS !!! Estou tão animada para mostrar o que está por vir !!!! Eu amo todos vocês". | ” |

## Antecedentes
"Best of me" foi apresentada pela primeira vez no terceiro episódio (Me and Swizz are holding nothing back about our love) de sua série documental, "Noted" do YouTube Originals, lançado em 30 de Setembro de 2021. Em 13 de Outubro postou um vídeo em suas redes sociais cantando um trecho da canção. Em 28 de Outubro postou: "Alguém disse que era seu aniversário!! Eu tenho presentes!! 'Best of me' ESTA NOITE. A próxima música de #KEYS. Prepare-se para as versões Original e Unlocked a Meia Noite!".

“È minha música favorita. A zona nesta música é tão transportadora. Você é transportado para um reino totalmente diferente quando ouve isso. Elas têm uma energia semelhante, "Best of Me (Original)" e "Best of Me (Unlocked)", mas quando você realmente entra nisso, começa a ouvir as nuances de como elas são diferentes e como há talvez um pouco mais gentileza no "Original", e um pouco mais "Grrr" (expressão que significa raiva ou nervoso, muita usada nas redes sociais) no "Unlocked".

Alicia falando sobre as duas versões da música em uma entrevista a Entertainment Weekly

## Lançamento e Produção
"Best of me" foi lançada em duas versões, juntamente com a pré venda do álbum. A versão "Originals" é produzida por Keys, enquanto a versão "Unlocked" é produzida por Keys em parceria com Mike Will Made-It.

## Composição
"Best of me" fala sobre o vínculo eterno que Keys compartilha com seu marido, o produtor Swizz Beatz.  “Você é minha pílula vermelha e azul, isso me faz ganhar vida. Não seja uma mentira, parece tão real. Você tira o melhor de mim”, canta Keys.
Foi escrita por Keys e Raphael Saadiq e em ambas as versões, contém interpolações de "Cherish The Day" da banda britânica Sade. Já a versão "Unlocked" possui uma interpolação adicional de "Strange Funky Games and Things" escrita por Barry White e performada por Jay Dee.

### Parceria com Raphael Saadiq, criação e benção de Sade
"Eu nunca trabalhei com Raphael Saadiq (exceto em Lesson Learned mas não na mesma sala) mas tem sido um sonho meu. No primeiro dia em que nos encontramos, ele disse: 'Alicia, tudo o que tenho feito é tocar piano', é como se ele estivesse se preparando para mim e nem mesmo soubesse disso. Quando começamos a escrever Best Of Me os acordes fluíram como água. Eles imediatamente me colocaram em um lugar de que eu não poderia escapar. As palavras simplesmente fluíram, o sentimento foi tão emocionante que chorei enquanto cantava. Não escrevi uma palavra no papel, veio diretamente do meu coração. Toquei o baixo moog nele porque é meu grave favorito. Eu queria que tocasse a música". 
"Isso para mim sempre tem sido meu ode para o amor da minha vida Swizz Beatz e para minha linda irmã Sade. Enviei-lhe a música para obter sua bênção e ela me escreveu as palavras mais lindas. Ela que eu adoro, me adorou de volta. Há uma bela aprovação nisso. Eu não preciso ser aprovada, mas com certeza é bom de alguém que você amou desde garotinha, como foi com ela", relatou Alicia em uma publicação em sua página oficial do Instragam.

## Videoclipe
O videoclipe mostra Keys em um lindo vestido branco, celebrando o amor junto a seu marido, o produtor Swizz Beatz,  enquanto clipes de filmes caseiros de momentos felizes dos dois e com a família aparecem. Foi lançado em 28 de Outubro de 2021 em seu canal oficial do Youtube/Vevo, juntamente com as duas versões (Originals e Unlocked) da canção. Foi produzido pela Agência de entretenimento, Mamag Group e a direção é de Sarah El Khawand.

## Recepção da Crítica
Jon Pareles do The New York Times disse que "A faixa é hipnótica e aberta, desvanecendo em vez de se resolver, como se pudesse continuar indefinidamente. A batida constante e diligente vem de "Cherish The Day" de Sade, por meio de Raphael Saadiq e que as promessas de lealdade, honestidade e devoção absoluta são de Alicia Keys enquanto ela canaliza o amor totalmente abnegado de Sade". Daniela Avila da People disse que "Best of Me é dedicada a Swizz Beatz". Robin Murray do Clash Music chamou de "destaque inicial comovente."

## Performances ao Vivo
A primeira performance de "Best Of Me" ocorreu em um show realizado no famoso Apollo Theater, em 11 de Novembro de 2021.

## Faixas e formatos
| Download Digital |                          |         |  |
| N.º              | Título                   | Duração |  |
| 1.               | "Best of Me" (Originals) | 3:58    |  |
| 2.               | "Best of Me" (Unlocked)  | 3:49    |  |

## Desempenho nas tabelas musicais

### Posições
| Tabela musical (2021)                          | Melhor posição |
| ---------------------------------------------- | -------------- |
| Estados Unidos (Adult R&B Airplay) (Billboard) | 9              |

## Créditos (Versão Originals)
| - Alicia Keys - vocais principais, vocais de apoio, composição, baixo moog - Raphael Saadiq - composição, teclados - Sade Adu - composição - Andrew Hale - composição - Stuart Matthewman - composição - Ken Lewis - guitarra - Dom Rivinius - bateria | - Alicia Keys - produção, produção musical - Ann Mincieli - engenharia de mixagem, engenharia de gravação - Brendan Morawski - engenharia de gravação - Aaron Jahnke - assistente de engenharia - Sam Morton - assistente de produção - Dave Kutch - engenharia de masterização |

## Créditos (Versão Unlocked)
| - Alicia Keys - vocais principais, vocais de apoio, composição, baixo moog - Raphael Saadiq - composição, teclados - Sade Adu - composição - Andrew Hale - composição - Stuart Matthewman - composição - Barry White - composição - Ken Lewis - guitarra - Dom Rivinius - bateria | - Alicia Keys - produção, produção musical - Mike Will Made-It - produção - Ann Mincieli - engenharia de gravação - Brendan Morawski - engenharia de gravação - Aaron Jahnke - assistente de engenharia - Kamron Krieger - assistente de engenharia - Lou Carrao - assistente de engenharia - Jaycen Joshua - engenharia de mixagem - Jacob Richards - assistente de engenharia - Mike Seaberg - assistente de engenharia - DJ Riggins - assistente de engenharia - Dave Kutch - engenharia de masterização |

## Histórico de lançamento
| País           | Data                  | Versão               | Formato                     | Gravadora       |
| -------------- | --------------------- | -------------------- | --------------------------- | --------------- |
| Vários         | 29 de Outubro de 2021 | Originals e Unlocked | Download digital, streaming | Sony Music, RCA |
| Estados Unidos | 9 de Novembro de 2021 | Originals            | Radio Urban AC              | RCA             |